# Lucas Santos (Futebolista)
Lucas Santos da Silva (Rio de Janeiro, 7 de março de 1999), mais conhecido como Lucas Santos, é um futebolista brasileiro que atua como Meio-campista. Atualmente joga pelo Bahia de Feira.

## Carreira

### Início
Cria da base do Vasco da Gama foi destaque de uma das campanhas da Copinha do clube, atraindo o interesse de clubes da Europa, principalmente do CSKA Moscou, que o contratou por empréstimo em 2019.
No clube da Rússia Lucas teve poucas oportunidades, mesmo com a especulação de uma extensão do empréstimo as tratativas não ocorreram e o mesmo retornou ao Vasco.
Em seu retorno ao clube Santos não teve o rendimento esperado, acabando com o empréstimo ao Brasil de Pelotas para a disputa da série B, sendo que uma parte do seu salário ainda era pago pelo Vasco da Gama.
Com o fim de seu contrato o mesmo se acertou com o Tombense em 2022.
Em 2023 após passagem apagada pelo clube de Tombos, Santos volta ao Rio de Janeiro para jogar com a camisa da Portuguesa-RJ, se destacando e alcançando bons números, passando da marca de 50 jogos, disputando o Campeonato Carioca, a Série D e a Copa do Brasil, saindo do clube apenas em 2025.
Em 2025 acertou sua ida ao Bahia de Feira para a disputa Segunda Divisão Baiana.

## Títulos
Portuguesa-RJ
- Copa Rio: 2023